# Fächerverbund Erdkunde-Wirtschaftskunde-Gemeinschaftskunde
In Baden-Württemberg gibt es seit der Bildungsplanreform 2004 an Realschulen den Fächerverbund Erdkunde-Wirtschaftskunde-Gemeinschaftskunde (EWG), der aus der Zusammenlegung der bisherigen Fächer Erdkunde und Gemeinschaftskunde entstand.
Bei den ersten Entwürfen für den Fächerverbund wurde noch die Bezeichnung Erdkunde-Politik-Wirtschaftskunde (EPW) verwendet, davon wurde aber wegen des Verfassungsranges des Faches Gemeinschaftskunde in der Verfassung des Landes Baden-Württembergs wieder abgesehen.
Die namentliche Betonung des Teilgebietes Wirtschaftskunde erfolgte aufgrund von Forderungen der Wirtschaft nach einem eigenen Fach Wirtschaft. Die Wirtschaftskunde in EWG stellt aber nur bedingt eine wirkliche thematische Neuerung dar. Die bisherigen bereits relativ umfangreichen wirtschaftskundlichen Themen der Fächer Erdkunde und Gemeinschaftskunde wurden lediglich aktualisiert, um neue Themen wie beispielsweise Globalisierung ergänzt und als Kompetenzen/Bildungsstandards formuliert.

## Bildungsstandards EWG
Die Themen und Kompetenzen für EWG werden im Bildungsplan 2004 in Form von Bildungsstandards entwickelt. Der Heidelberger Politikwissenschaftler Anton Hauler zeigte aber, dass bei gemeinschaftskundlichen Themen teilweise deutlich vom alten Bildungsplan 1994 abgeschrieben wurde und zentrale Forderungen an Bildungsstandards nicht erfüllt sind.

## Stundenzahl und Stellung des Faches
Im Rahmen der Bildungsplanreform 2004 haben sich die Schulen eine eigene Stundentafel gegeben, sie müssen sich dabei lediglich an die Kontingenzstundentafel halten. Hier sind für den Fächerverbund EWG 15 Wochenstunden vorgesehen.
Trotz dieser großen Stundenzahl ist der Fächerverbund EWG im Gegensatz zum Fächerverbund Naturwissenschaftliches Arbeiten (NWA) in der Versetzungsordnung der Realschule kein Kernfach, es gibt auch keine Schuljahre mit separaten Fachmodulen.
Bis zum Schuljahr 2007/2008 wurden in EWG Vergleichsarbeiten geschrieben.
Der Fächerverbund EWG ist außerdem an vielen Schulen Leitfach für die Themenorientierten Projekte Wirtschaften-Verwalten-Recht (TOP WVR) und Berufsorientierung in der Realschule (TOP BORS).

## Unterschiede zu entsprechenden Fächerverbünden an Hauptschulen und Gymnasien in Baden-Württemberg
Im Gegensatz zum Fächerverbund GWG (Geographie-Wirtschaft-Gemeinschaftskunde) am Gymnasium wird der Fächerverbund EWG innerhalb einer Klasse in der Regel auch durch einen einzigen Lehrer unterrichtet. An Hauptschulen ist Erdkunde und Gemeinschaftskunde mit Geschichte zusammengelegt und bildet den Fächerverbund Welt-Zeit-Gesellschaft (WZG), Wirtschaftliche Themen sind jedoch vor allem im Fächerverbund Wirtschaft-Arbeit-Gesundheit (WAG) angesiedelt.
Die unterschiedliche Zusammensetzung der Fächerverbünde in den einzelnen Schularten wird von Kritikern als Indiz für eine fehlende Systematik angeführt.

## Schulbücher
Es gibt fünf Schulbücher der Verlage Cornelsen, Klett, Schoeningh, Schroedel und Westermann für den Fächerverbund EWG, die sich bezüglich Konzeption und Themenwahl teilweise erheblich unterscheiden.